# Ambrogio Nava
Ambrogio Nava (Milano, 13 febbraio 1791 – Milano, 27 agosto 1862) è stato un architetto e pittore italiano, esponente del Neoclassicismo milanese.

## Biografia

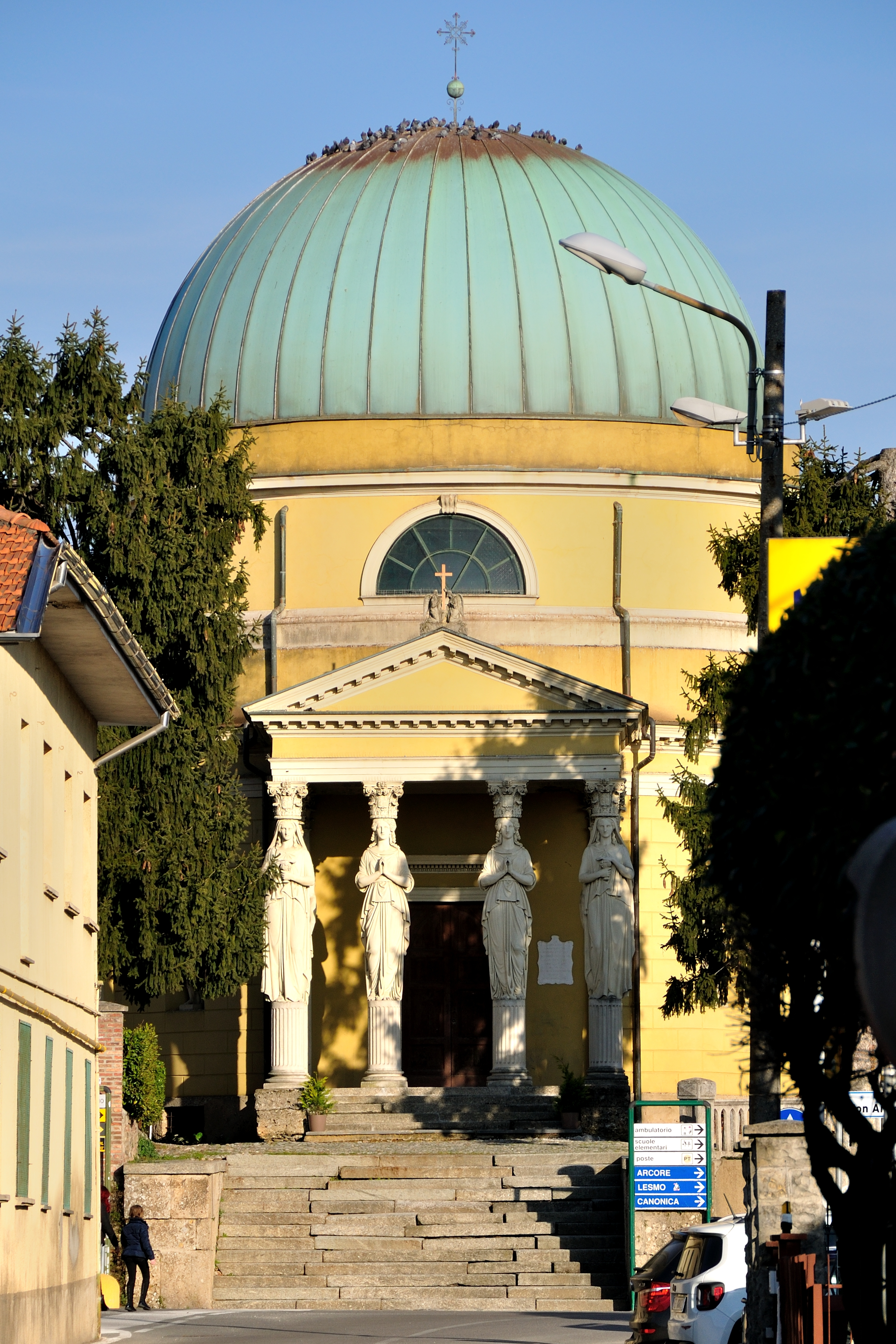
La Rotonda di Tregasio, iniziata da Cagnola e conclusa da Nava

Pittore paesaggista dilettante e mecenate dell'arte, fu presidente dell'Accademia di belle arti di Brera tra il 1850 e il 1854.
Tra i suoi lavori architettonici si annoverano, tra le altre cose, il termine dei lavori di costruzione della Villa la Rotonda d'Inverigo e della Rotonda di Tregasio (1842) (lasciate incompiute da Luigi Cagnola), il campanile della chiesa parrocchiale di Torrevilla (Monticello), la parrocchia di Romanò Brianza e, soprattutto, il restauro del tiburio del Duomo di Milano nel 1844-1845. In seguito a quest'ultimo lavoro scrisse anche diverse relazioni e l'opera Memorie e documenti storici intorno all'origine, alle vicende e ai riti del Duomo di Milano (Milano 1854). Nel 1853 succedette a Pietro Pestagalli nella direzione delle nuove opere del Duomo
Tra i suoi dipinti si ricordano Beltà, esposto a Brera nel 1831, e Allegoria funebre in memoria di Angiola Franzini Mazzoleni, conservato nella raccolta dell'Ospedale Maggiore di Milano.
Sposò nel 1834 Francesca D'Adda (vedova di Luigi Cagnola, il quale lo iniziò all'arte e all'architettura).
Fu ritratto da Francesco Hayez; questo dipinto, di proprietà dell'Accademia di Brera ed esposto presso le Civiche Raccolte d'Arte di Busto Arsizio, generò diverse polemiche per il suo carattere filo-asburgico, e venne sfregiato nel 1852 dal patriota Carlo De Cristoforis.